# 甘孜康定机场
甘孜康定机场原名康定机场，是一座中国的民航机场，位于四川省甘孜藏族自治州康定市西北斯丁错，是甘孜藏族自治州首个民用机场。机场距离康定市区40公里，距离318国道8公里。

## 机场情况
康定机场海拔高度4238米，是世界上海拔第四高的机场，仅次于四川稻城亚丁机场（4411米）、西藏昌都邦达机场（4334米）和阿里昆莎机场（4274米）。因海拔高，跑道长达4000米，机场飞行区等级为4C，有C类机位3个，航站楼面积5500平方米。机场目标年旅客吞吐量为33万人次，货邮吞吐量为1980吨。按照设计，可以保障空中客车A319、波音737高高原型客机正常起降。

## 航空公司与航点
2021夏秋航季
| 航空公司     | 目的地                              |
| ------------ | ----------------------------------- |
| 四川航空(3U) | 成都/双流、重慶、杭州(经停重庆江北) |
| 祥鹏航空(8L) | 成都/双流、拉萨                     |